# Tranvía de Asunción
El Tranvía de Asunción fue un medio de transporte muy utilizado en la ciudad de Asunción durante los siglos XIX y XX.
Inició sus servicios el 3 de mayo de 1872, cuando se otorgó a la firma Horrocks & Cía. la concesión para explotarlo en Asunción. Funcionó hasta el 31 de diciembre de 1996, mientras que en noviembre de 1997 el Gobierno declaró oficialmente el cese definitivo del mismo.

## Historia

### Inicios
En su momento fue una innovación tecnológica bastante moderna, ya que Asunción tuvo su primer tranvía en 1872, solo cuatro años después de Buenos Aires, la mayor urbe de la época; y apenas 2 años del final de la Guerra Grande.
Los primeros tranvías que circularon en Asunción lo hicieron siguiendo las vías que se habían instalado (en 1861) para que las locomotoras del ferrocarril pudieran llegar a la estación central desde el puerto capitalino. Aquellos primeros tranvías eran de tracción de sangre, es decir, estirados por caballos y mulas.
Los tramways, como lo llamaban, eran unos coches con capacidad para no más de una veintena de pasajeros, abiertos y ventilados, de largos bancos que ocupaban todo el ancho del vehículo.
En 1884 Horrocks vendió su compañía a un ciudadano local, Francisco Morra, que creó la empresa que controlaba el servicio de tranvías, llamado "Empresa de Tramways".

### El auge: tranvías eléctricos
Los planos para electrificar el tranvía comenzaron hacia el 1900, por medio de franquicias entre Paraguay, Argentina, Inglaterra, Alemania, Italia y Estados Unidos. La "Paraguay Central Railway" adquirió los derechos de luz y energía de la ciudad y formaron la "Asunción Light & Power Co." y ordenaron 20 tranvías de la "United Electric" de Inglaterra en 1909.
En 1910 Juan Carosio, representante de las compañías alemanas AEG y Siemens - que controlaba las instalaciones eléctricas en Argentina, Uruguay y Chile - firmó un contrato para electrificar el tranvía de Asunción. Así es que el 7 de julio de 1913, hizo su primer recorrido el primer tranvías electrificado o eléctrico de Asunción (y del Paraguay).
Llegó a su auge durante la década de los 30s con siete servicios en el área central y líneas suburbanas a Puerto Sajonia y San Lorenzo.
Las operaciones de tranvía pasaron en 1966 a la Administración del Transporte Eléctrico ("ATE") que cerró el sistema en 1973. No se vieron tranvías durante dos años en las calles de Asunción. ATE reabrió la línea 5 en 1975 y empezó a importar tranvías usados de Bruselas, Bélgica.

### Últimos años
Después de 1984 la única línea de tranvía en operación de Asunción era la Ruta 5. El último grupo de vehículos belgas fueron los "9000s" construidos en los 50s, y seguían funcionando también en Bruselas, en 1982.

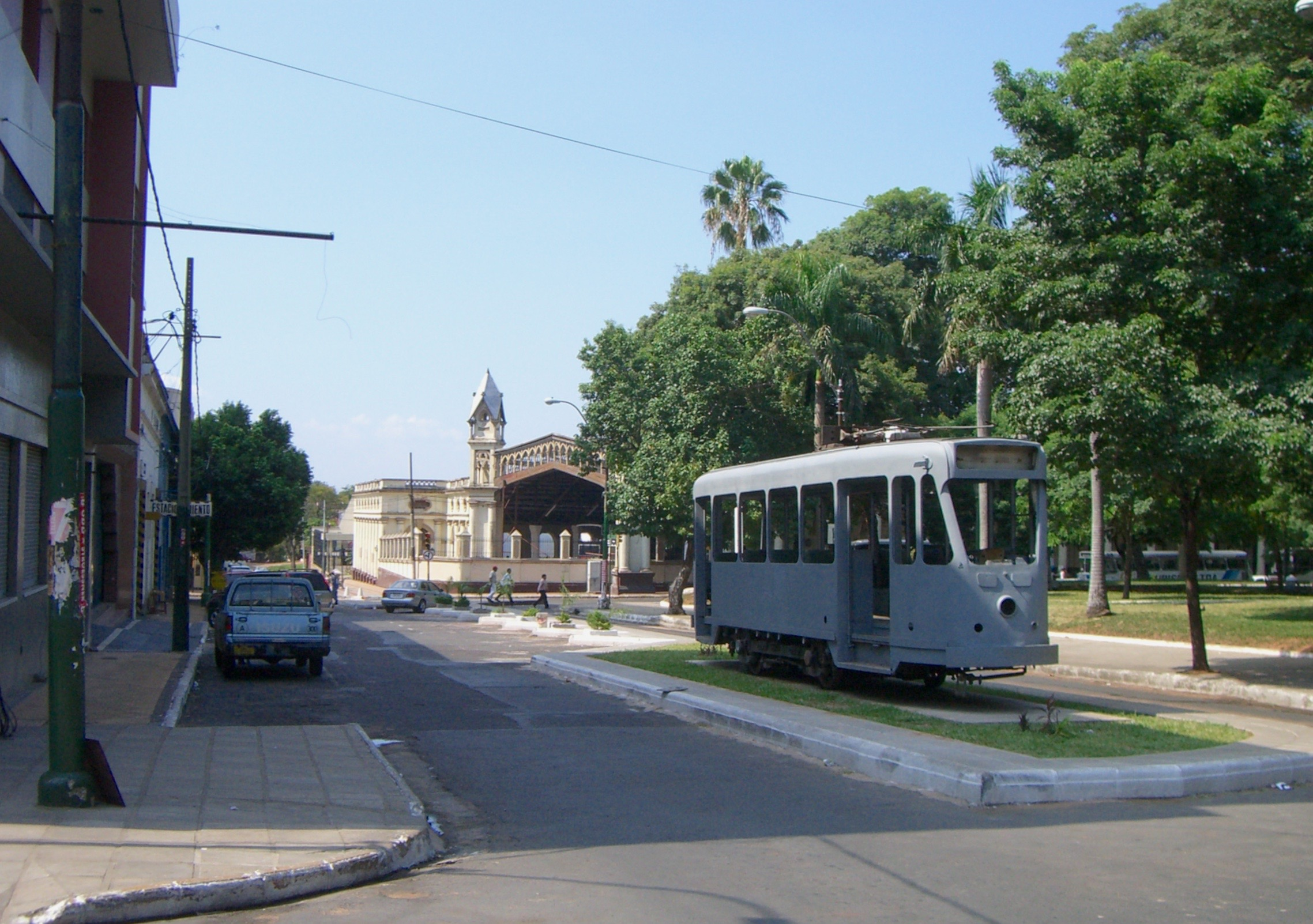
Tranvía no. 9006 exhibidos en el centro en 2006

Ya en la década de los 90, iba en decadencia el servicio de tranvías. La empresa ATE, que estaba a cargo del servicio de tranvías, hacía más dinero en publicidad que en su servicio. Tanto los rieles como la maquinaria estaban prácticamente obsoletos. Sus últimos viajes iban prácticamente vacíos, a excepción de los turistas.
El servicio de tranvías en Asunción finalmente cesó en 1997.
El vehículo 9006 fue reacondicionado y el 15 de diciembre de 2005 fue puesto como muestra al costado de la Estación de Ferrocarril para el público. Pero por ser objeto de vandalismos, lo retiraron en 2007.